# Callichromopsis albosignatus
Callichromopsis albosignatus är en skalbaggsart som beskrevs av Hayashi 1977. Callichromopsis albosignatus ingår i släktet Callichromopsis och familjen långhorningar. Inga underarter finns listade.